# Norma Dumont
Norma Dumont Viana Ferreira (Belo Horizonte, Brasil, 1 de octubre de 1990) es una artista marcial mixta brasileña que actualmente compite en la categoría de peso gallo de Ultimate Fighting Championship (UFC). Desde el 9 de abril de 2024, está en la posición #9 del ranking de peso gallo de UFC.

## Antecedentes
Su padre abandonó a su madre y a sus tres hijas cuando Dumont tenía 4 años, empezó a entrenar a los 13 años jiu jitsu, y luego tuvo que dejarlo para trabajar como secretaria. A los 19 años, volvió a entrenar y continuó con su carrera de MMA. Durante este tiempo, se convirtió en seis veces campeona estatal de Sanda y campeona nacional de Sanda.
Cuando Dumont volvió a entrenar a los 19 años, encontró una clase gratuita de muay thai. Un amigo le sugirió que probara Sanda y, al verlo por primera vez, se inscribió. En 2016 hizo su debut oficial profesional en artes marciales mixtas en Jungle Fight 90 contra de la brasileña Tainara Lisboa.

## Carrera de artes marciales mixtas

### Carrera temprana
Comenzando su carrera en 2016, compiló un récord perfecto de 4-0 en la escena regional brasileña, ganando dos de esos combates por sumisión en el primer asalto.

### Ultimate Fighting Championship

#### 2020
Dumont hizo su debut en la promoción contra Megan Anderson el 29 de febrero de 2020, en UFC Fight Night 169. Perdió la pelea por nocaut en el primer asalto.
Dumont enfrentó a Ashlee Evans-Smith el 28 de noviembre de 2020, en UFC on ESPN 18. En el pesaje, Dumont pesó 139.5 libras, tres libras y media por encima del límite de peso gallo. Su pelea continuó en un peso pactado, siendo multada con el 30% de su bolsa, que fue hacía su oponente. Ganó la pelea por decisión unánime.

#### 2021
Dumont estaba programada para enfrentar a Bea Malecki el 10 de abril de 2021, en UFC on ABC 2. Sin embargo, Malecki se retiró de la pelea una semana antes del evento por razones no reveladas y fue reemplazada por la debutante Erin Blanchfield. A su vez, la pelea fue cancelada luego de que Dumont no diera el peso por 3.5 libras.
Reemplazando a Danyelle Wolf, Dumont enfrentó a Felicia Spencer el 22 de mayo de 2021, en UFC Fight Night 188. Ganó la pelea por decisión dividida.
Dumont estaba programado para enfrentar a Holly Holm el 16 de octubre de 2021, en UFC Fight Night 195. Sin embargo, el 6 de octubre de 2021 se informó que Holm se vio obligada a retirarse de la pelea por una lesión, y fue reemplazada por Aspen Ladd. Ganó la pelea por decisión unánime.

#### 2022
Dumont enfrentó a Macy Chiasson el 7 de mayo de 2022, en UFC 274. En el pesaje, Dumont pesó 146.5 libras, media libra por encima del límite de peso pluma femenino. La pelea continuó en un peso pactado, con Dumont siendo multada con el 30% de su bolsa, que fue hacía a Chiasson. Perdió la pelea por decisión dividida.
Dumont enfrentó a la debutante Danyelle Wolf el 10 de septiembre de 2022, en UFC 279. Ganó la pelea por decisión unánime.

#### 2023
Dumont enfrentó a Karol Rosa el 22 de abril de 2023, en UFC Fight Night 222. Ganó la pelea por decisión unánime.
Dumont enfrentó a Chelsea Chandler el 15 de julio de 2023, en UFC Fight Night 224. Ganó la pelea por decisión unánime.

#### 2024
Dumont estaba programada para enfrentar a Yana Kunitskaya el 13 de enero de 2024, en UFC Fight Night 234. Sin embargo, Kunitskaya se retiró de la pelea por una lesión y la pelea fue cancelada.
Dumont enfrentó a la ex-Campeona Mundial de Peso Pluma Femenino de UFC Germaine de Randamie en una pelea de peso gallo el 6 de abril de 2024, en UFC Fight Night 242. Ganó la pelea por decisión unánime.
Dumont se enfrentó a Irene Aldana el 14 de septiembre de 2024, en UFC 306. Ganó la pelea por decisión unánime.

## Campeonatos y logros

### Artes marciales mixtas
- Ultimate Fighting Championship
  - Mayor cantidad de victorias en la historia de la división de peso pluma femenino de UFC (5)
  - Empatada (con Megan Anderson y Felicia Spencer) por la mayor cantidad de peleas en la historia de la división de peso pluma femenino de UFC (6)
  - Mayor cantidad de victorias por decisión unánime en la historia de la división de peso pluma femenino de UFC (4)
  - Mayor cantidad de peleas por decisión en la historia de la división de peso pluma femenino de UFC (5)
  - Mayor tiempo de pelea en la historia de la división de peso pluma femenino de UFC (1:31:26)

## Récord en artes marciales mixtas
| Récord profesional | Récord profesional | Récord profesional |
| 14 peleas          | 12 victorias       | 2 derrotas         |
| ------------------ | ------------------ | ------------------ |
| Nocaut             | 0                  | 1                  |
| Sumisión           | 2                  | 0                  |
| Decisión           | 10                 | 1                  |

| Resultado | Récord | Oponente                  | Método                      | Evento                                    | Fecha                    | Ronda | Tiempo | Localización      | Notas                                                     |
| --------- | ------ | ------------------------- | --------------------------- | ----------------------------------------- | ------------------------ | ----- | ------ | ----------------- | --------------------------------------------------------- |
| Victoria  | 12–2   | Irene Aldana              | Decisión (unánime)          | UFC 306                                   | 14 de septiembre de 2024 | 3     | 5:00   | Las Vegas, Nevada |                                                           |
| Victoria  | 11–2   | Germaine de Randamie      | Decisión (unánime)          | UFC Fight Night: Allen vs. Curtis 2       | 6 de abril de 2024       | 3     | 5:00   | Las Vegas, Nevada | Regreso a peso gallo.                                     |
| Victoria  | 10–2   | Chelsea Chandler          | Decisión (unánime)          | UFC on ESPN: Holm vs. Bueno Silva         | 15 de julio de 2023      | 3     | 5:00   | Las Vegas, Nevada |                                                           |
| Victoria  | 9–2    | Karol Rosa                | Decisión (unánime)          | UFC Fight Night: Pavlovich vs. Blaydes    | 22 de abril de 2023      | 3     | 5:00   | Las Vegas, Nevada |                                                           |
| Victoria  | 8–2    | Danyelle Wolf             | Decisión (unánime)          | UFC 279                                   | 10 de septiembre de 2022 | 3     | 5:00   | Las Vegas, Nevada |                                                           |
| Derrota   | 7–2    | Macy Chiasson             | Decisión (dividida)         | UFC 274                                   | 7 de mayo de 2022        | 3     | 5:00   | Phoenix, Arizona  | Pelea en peso pactado (146.5 lbs); Dumont no dio el peso. |
| Victoria  | 7–1    | Aspen Ladd                | Decisión (unánime)          | UFC Fight Night: Ladd vs. Dumont          | 16 de octubre de 2021    | 5     | 5:00   | Las Vegas, Nevada |                                                           |
| Victoria  | 6–1    | Felicia Spencer           | Decisión (dividida)         | UFC Fight Night: Font vs. Garbrandt       | 22 de mayo de 2021       | 3     | 5:00   | Las Vegas, Nevada |                                                           |
| Victoria  | 5–1    | Ashlee Evans-Smith        | Decisión (unánime)          | UFC on ESPN: Smith vs. Clark              | 28 de noviembre de 2020  | 3     | 5:00   | Las Vegas, Nevada | Pelea en peso pactado (139.5 lbs); Dumont no dio el peso. |
| Derrota   | 4–1    | Megan Anderson            | KO (puñetazo)               | UFC Fight Night: Benavidez vs. Figueiredo | 29 de febrero de 2020    | 1     | 3:31   | Norfolk, Virginia | Debut en peso pluma.                                      |
| Victoria  | 4–0    | Mariana Morais            | Decisión (mayoritaria)      | Shooto Brazil 86                          | 5 de agosto de 2018      | 3     | 5:00   | Río de Janeiro    |                                                           |
| Victoria  | 3–0    | Erica Leidianny Ribeiro   | Sumisión (rear-naked choke) | Federação Fight 5                         | 16 de septiembre de 2017 | 1     | 3:43   | Belo Horizonte    | Pelea en peso pactado (141 lbs).                          |
| Victoria  | 2–0    | Patricia Borges Fernandes | Decisión (unánime)          | Jungle Fight 91                           | 15 de julio de 2017      | 3     | 5:00   | Contagem          |                                                           |
| Victoria  | 1–0    | Tainara Lisboa            | Sumisión (rear-naked choke) | Jungle Fight 90                           | 3 de septiembre de 2016  | 1     | 2:58   | São Paulo         | Debut en peso gallo.                                      |